# Llop (peix)
El llop (Barbatula quignardi) és una espècie de peix de la família dels balitòrids i de l'ordre dels cipriniformes.

## Morfologia
- No depassa els 21 cm de llargada màxima i els 200 g de pes.
- Cos allargat, cilíndric i amb l'àrea caudal quelcom comprimida.
- Cap allargat i amb la boca ínfera, la qual presenta 3 parells de barbetes sensorials a la mandíbula superior (dos parells sobresortint cap endavant i l'altre lateralment).
- Dors i flancs bruns, amb matisos groguencs o vermellosos i amb taques fosques irregularment distribuïdes pel cos i les aletes. Ventre de color groguenc. El llom, entre el clatell i l'aleta dorsal presenta entre 2 i 4 taques fosques irregulars.
- Escates diminutes, gairebé imperceptibles.
- Línia lateral prou visible.
- Aleta caudal truncada, lleugerament dentada i amb franges fosques verticals.
- L'origen de l'aleta dorsal es troba per sobre o lleugerament per davant de l'origen de la pelviana.
- Presenta dimorfisme sexual: els mascles presenten les aletes pectorals més allargades i tubercles nupcials durant l'època reproductiva.[4][5][6][7]

## Reproducció
Té lloc entre l'abril i el juny i la posta (d'entre 700 i 5.000 ous) es realitza en el fons o entre la vegetació submergida. La maduresa sexual arriba als 2-3 anys (quan assoleix 40 mm de llargària).

## Alimentació
Menja preferentment invertebrats (larves i nimfes de quironòmids, efemeròpters o ostracodes) i detritus.

## Hàbitat i distribució geogràfica
És un peix d'aigua dolça, demersal, d'hàbits crepuscular-nocturns i de clima temperat, el qual viu als trams mitjans dels rius d'aigües clares i amb substrat de grava, pedregosos o sorrencs d'Andorra, França (conques dels rius Ador i Garona a l'Atlàntic i des de la conca del riu Lez fins a la del Tec a la Mediterrània) i l'Estat espanyol (conca del riu Ebre i des del riu Bidasoa fins al Nerbion). Ha estat introduït a les conques dels rius Duero, Ter i d'altres de Catalunya.

## Estat de conservació
La introducció d'espècies exòtiques a la península Ibèrica (com ara, el peix sol -Lepomis gibbosus-, el peix gat negre -Ameiurus melas-, el silur -Silurus glanis-, la perca americana -Micropterus salmoides-, el lluç de riu -Esox lucius-, la lucioperca -Sander lucioperca- i diverses espècies de ciprínids) és una de les principals causes del declivi d'aquesta espècie. A més, el seu hàbitat es deteriora per les infraestructures hidràuliques projectades en la seua àrea de distribució (la qual ocupa menys de 200 km², tot i que les diferents poblacions no es troben severament fragmentades). Està catalogada d'"interès especial" en el registre de la Fauna Silvestre de Vertebrats de Navarra (Ordre Foral 0209/1995, del 13 de febrer) i en l'annex del Catàleg d'Espècies Amenaçades d'Aragó (Decret 49/1995 del 28 de març).

## Observacions
És inofensiu per als humans i la seva longevitat és de 7 anys.